# ریپوندن
ریپوندن (به انگلیسی: Ripponden) یک روستا و محله مدنی در بریتانیا است که در کالدردیل واقع شده‌است. ریپوندن ۷٬۴۲۱ نفر جمعیت دارد.